# Liste der Naturschutzgebiete im Landkreis Dahme-Spreewald
Im Brandenburger Landkreis Dahme-Spreewald gibt es 77 Naturschutzgebiete (Stand Februar 2017).
| Name des Gebietes                            | Bild           | Kennung | WDPA      | Landkreis / Stadt                                                                 | Beschreibung / Bemerkungen | Standort | Fläche in Hektar | Datum der Verordnung   |
| -------------------------------------------- | -------------- | ------- | --------- | --------------------------------------------------------------------------------- | -------------------------- | -------- | ---------------- | ---------------------- |
| Alteno-Radden                                |                | 1302    | 318096    | Landkreis Dahme-Spreewald, Landkreis Oberspreewald-Lausitz                        |                            | Position | 33,43            | 29.03.2003             |
| Bergen-Weißacker Moor                        | weitere Bilder | 1319    | 318185    | Landkreis Dahme-Spreewald                                                         |                            | Position | 115,47           | 26.03.1981, 01.07.2007 |
| Biebersdorfer Wiesen                         |                | 1272    | 318194    | Landkreis Dahme-Spreewald                                                         |                            | Position | 16,5             | 01.10.1990             |
| Birkenwald                                   |                | 1293    | 162432    | Landkreis Dahme-Spreewald                                                         |                            | Position | 64,97            | 01.10.1990             |
| Borcheltsbusch und Brandkieten               |                | 1307    | 14429     | Landkreis Dahme-Spreewald                                                         |                            | Position | 141,74           | 26.03.1981             |
| Börnichen                                    |                | 1271    | 162506    | Landkreis Dahme-Spreewald                                                         |                            | Position | 21,59            | 01.10.1990             |
| Brasinski-Luch                               |                | 1234    | 162537    | Landkreis Dahme-Spreewald                                                         |                            | Position | 12,41            | 01.10.1990             |
| Briesener Luch                               |                | 1277    | 162562    | Landkreis Dahme-Spreewald                                                         |                            | Position | 46,55            | 24.06.1992             |
| Briesensee und Klingeberg                    | weitere Bilder | 1245    | 318240    | Landkreis Dahme-Spreewald                                                         |                            | Position | 79,19            | 01.07.2002             |
| Bukoitza                                     | weitere Bilder | 1291    | 162635    | Landkreis Dahme-Spreewald                                                         |                            | Position | 14,54            | 01.10.1990             |
| Byhleguhrer See                              | weitere Bilder | 1289    | 162669    | Landkreis Dahme-Spreewald                                                         |                            | Position | 853,45           | 01.10.1990             |
| Dahmetal bei Briesen                         |                | 1257    | 389581    | Landkreis Dahme-Spreewald                                                         |                            | Position | 423,45           | 31.07.2008             |
| Dammer Moor                                  |                | 1263    | 162699    | Landkreis Dahme-Spreewald                                                         |                            | Position | 171,04           | 16.05.1990             |
| Dammühlenfließniederung                      |                | 1452    | 318279    | Landkreis Dahme-Spreewald, Landkreis Oder-Spree                                   |                            | Position | 79,13            | 29.10.1998             |
| Dolgensee                                    |                | 1207    | 162769    | Landkreis Dahme-Spreewald                                                         |                            | Position | 308,45           | 28.06.1995, 26.08.2011 |
| Dollgener Grund                              | weitere Bilder | 1270    | 162774    | Landkreis Dahme-Spreewald                                                         |                            | Position | 71,61            | 24.06.1992             |
| Dubrow                                       | weitere Bilder | 1218    | 14400     | Landkreis Dahme-Spreewald                                                         |                            | Position | 212,52           | 01.05.1961             |
| Dürrenhofer Moor                             | weitere Bilder | 1625    | 555552558 | Landkreis Dahme-Spreewald                                                         |                            | Position | 14,03            | 23.06.2012             |
| Ellerborn                                    | weitere Bilder | 1295    | 162923    | Landkreis Dahme-Spreewald                                                         |                            | Position | 57,49            | 01.10.1990             |
| Flutgrabenaue Waltersdorf                    | weitere Bilder | 1180    | 318405    | Landkreis Dahme-Spreewald                                                         |                            | Position | 287,98           | 03.04.1998             |
| Görlsdorfer Wald                             | weitere Bilder | 1438    | 318450    | Landkreis Dahme-Spreewald                                                         |                            | Position | 195,2            | 01.07.2002             |
| Hain Lübben                                  | weitere Bilder | 1284    | 163483    | Landkreis Dahme-Spreewald                                                         |                            | Position | 18,26            | 01.10.1990             |
| Heideseen                                    |                | 1252    | 163592    | Landkreis Dahme-Spreewald                                                         |                            | Position | 238,64           | 01.10.1990             |
| Höllengrund – Pulverberg                     | weitere Bilder | 1188    | 163767    | Landkreis Dahme-Spreewald                                                         |                            | Position | 15,15            | 28.06.1995             |
| Innerer Oberspreewald                        | weitere Bilder | 1288    | 102244    | Landkreis Dahme-Spreewald, Landkreis Oberspreewald-Lausitz, Landkreis Spree-Neiße |                            | Position | 5744,8           | 01.10.1990             |
| Innerer Unterspreewald                       | weitere Bilder | 1254    | 64688     | Landkreis Dahme-Spreewald                                                         |                            | Position | 2231,33          | 01.10.1990             |
| Josinsky-Luch                                |                | 1235    | 163955    | Landkreis Dahme-Spreewald                                                         |                            | Position | 172,1            | 01.10.1990             |
| Katzenberge                                  |                | 1547    | 329481    | Landkreis Dahme-Spreewald                                                         |                            | Position | 141,23           | 25.06.2004             |
| Kleine und Mittelleber                       | weitere Bilder | 1240    | 164115    | Landkreis Dahme-Spreewald                                                         |                            | Position | 77,49            | 28.06.1995             |
| Kockot                                       | weitere Bilder | 1255    | 164176    | Landkreis Dahme-Spreewald                                                         |                            | Position | 286,77           | 01.10.1990             |
| Krossener Busch                              |                | 1292    | 318692    | Landkreis Dahme-Spreewald                                                         |                            | Position | 60,71            | 05.06.2002             |
| Lehnigksberg                                 | weitere Bilder | 1280    | 164415    | Landkreis Dahme-Spreewald                                                         |                            | Position | 13,06            | 01.10.1990             |
| Leue                                         |                | 1225    | 164441    | Landkreis Dahme-Spreewald                                                         |                            | Position | 3,79             | 15.01.1938             |
| Lieberoser Endmoräne                         | weitere Bilder | 1275    | 318731    | Landkreis Dahme-Spreewald, Landkreis Spree-Neiße                                  |                            | Position | 6714,15          | 18.01.2000             |
| Linowsee-Dutzendsee                          | weitere Bilder | 1222    | 164469    | Landkreis Dahme-Spreewald, Landkreis Oder-Spree                                   |                            | Position | 60               | 10.10.1995             |
| Löptener Fenne-Wustrickwiesen                | weitere Bilder | 1144    | 318749    | Landkreis Dahme-Spreewald                                                         |                            | Position | 218,01           | 29.05.1998             |
| Luchsee                                      | weitere Bilder | 1259    | 164516    | Landkreis Dahme-Spreewald                                                         |                            | Position | 113,14           | 01.10.1990             |
| Mahnigsee-Dahmetal                           |                | 1246    | 318761    | Landkreis Dahme-Spreewald                                                         |                            | Position | 329,62           | 20.02.1998             |
| Meiereisee                                   |                | 1269    | 164598    | Landkreis Dahme-Spreewald                                                         |                            | Position | 25,06            | 01.10.1990             |
| Mühlenfließ-Sägebach                         |                | 1239    | 318819    | Landkreis Dahme-Spreewald                                                         |                            | Position | 163,23           | 13.02.1998             |
| Naturentwicklungsgebiet Abramka              |                | 1288    | 555558900 | Landkreis Dahme-Spreewald                                                         |                            | Position | 101,74           | 22.09.2014             |
| Naturentwicklungsgebiet Kockot               |                | 1255    | 555558899 | Landkreis Dahme-Spreewald                                                         |                            | Position | 26,24            | 22.09.2014             |
| Neu Zaucher Weinberg                         | weitere Bilder | 1290    | 164783    | Landkreis Dahme-Spreewald                                                         |                            | Position | 37,6             | 01.10.1990             |
| Neuendorfer Seewiesen                        |                | 1241    | 164790    | Landkreis Dahme-Spreewald                                                         |                            | Position | 67,82            | 01.10.1990             |
| Ostufer Stoßdorfer See                       |                | 1569    | 318928    | Landkreis Dahme-Spreewald                                                         |                            | Position | 122,99           | 18.12.2003             |
| Pätzer Hintersee                             | weitere Bilder | 1213    | 318935    | Landkreis Dahme-Spreewald                                                         |                            | Position | 461,78           | 20.02.1998             |
| Pätzer Kiesgrube                             | weitere Bilder | 1220    | 318936    | Landkreis Dahme-Spreewald                                                         |                            | Position | 15,48            | 07.05.2002             |
| Prierow bei Golßen                           | weitere Bilder | 1273    | 165038    | Landkreis Dahme-Spreewald                                                         |                            | Position | 60,63            | 26.03.1981             |
| Prierowsee                                   | weitere Bilder | 1210    | 14403     | Landkreis Dahme-Spreewald, Landkreis Teltow-Fläming                               |                            | Position | 210,75           | 26.06.1978             |
| Radeberge                                    |                | 1223    | 329584    | Landkreis Dahme-Spreewald                                                         |                            | Position | 286,09           | 16.06.2004             |
| Reicherskreuzer Heide und Schwansee          | weitere Bilder | 1418    | 165130    | Landkreis Dahme-Spreewald, Landkreis Oder-Spree, Landkreis Spree-Neiße            |                            | Position | 2809,03          | 09.12.1995             |
| Replinchener See                             |                | 1539    | 318976    | Landkreis Dahme-Spreewald                                                         |                            | Position | 12,28            | 07.05.2002             |
| Ribocka                                      |                | 1294    | 165171    | Landkreis Dahme-Spreewald                                                         |                            | Position | 49,59            | 01.10.1990             |
| Rochauer Heide                               |                | 1310    | 14436     | Landkreis Dahme-Spreewald, Landkreis Teltow-Fläming                               |                            | Position | 557,29           | 26.03.1981             |
| Quellgebiet der Schuge und des Mühlenfließes |                | 1439    | 319089    | Landkreis Dahme-Spreewald                                                         |                            | Position | 350,16           | 01.07.2002             |
| Schwarzes Luch                               |                | 1268    | 165510    | Landkreis Dahme-Spreewald                                                         |                            | Position | 18,04            | 05.07.1992             |
| Skabyer Torfgraben                           | weitere Bilder | 1192    | 319115    | Landkreis Dahme-Spreewald                                                         |                            | Position | 304,89           | 26.09.1998             |
| Sölla                                        |                | 1244    | 165592    | Landkreis Dahme-Spreewald                                                         |                            | Position | 33,39            | 01.10.1990             |
| Stintgraben                                  | weitere Bilder | 1130    | 165742    | Landkreis Dahme-Spreewald                                                         |                            | Position | 109,31           | 28.06.1995             |
| Stockshof – Behlower Wiesen                  | weitere Bilder | 1433    | 319163    | Landkreis Dahme-Spreewald                                                         |                            | Position | 487,48           | 18.12.2003             |
| Storkower Kanal                              | weitere Bilder | 1202    | 329658    | Landkreis Dahme-Spreewald, Landkreis Oder-Spree                                   |                            | Position | 96,19            | 16.06.2004             |
| Stegranzsee-Dahme                            |                | 1214    | 319168    | Landkreis Dahme-Spreewald                                                         |                            | Position | 435,64           | 09.10.1999             |
| Sutschketal                                  | weitere Bilder | 1208    | 165806    | Landkreis Dahme-Spreewald                                                         |                            | Position | 59,66            | 10.10.1995             |
| Teufelsluch                                  | weitere Bilder | 1256    | 165866    | Landkreis Dahme-Spreewald                                                         |                            | Position | 38,48            | 24.06.1992             |
| Tiergarten                                   | weitere Bilder | 1197    | 165895    | Landkreis Dahme-Spreewald                                                         |                            | Position | 155,47           | 10.10.1995             |
| Töpchiner Seen                               |                | 1224    | 319219    | Landkreis Dahme-Spreewald                                                         |                            | Position | 373,34           | 29.05.1998             |
| Torfbusch                                    | weitere Bilder | 1565    | 165926    | Landkreis Dahme-Spreewald                                                         |                            | Position | 47,48            | 06.01.1937             |
| Uferwiesen bei Niewisch                      |                | 1453    | 319233    | Landkreis Dahme-Spreewald, Landkreis Oder-Spree                                   |                            | Position | 5,36             | 19.11.1999             |
| Urstromtal bei Golßen                        |                | 1609    | 389988    | Landkreis Dahme-Spreewald                                                         |                            | Position | 433,66           | 28.10.2009             |
| Verlandungszone Köthener See                 |                | 1251    | 166052    | Landkreis Dahme-Spreewald                                                         |                            | Position | 66,46            | 01.10.1990             |
| Wacholderschluchten Hohendorf                | weitere Bilder | 1285    | 166117    | Landkreis Dahme-Spreewald                                                         |                            | Position | 34,4             | 26.03.1981             |
| Wanninchen                                   | weitere Bilder | 1313    | 319290    | Landkreis Dahme-Spreewald                                                         |                            | Position | 692,47           | 23.12.1999             |
| Wernsdorfer See                              | weitere Bilder | 1176    | 14411     | Landkreis Dahme-Spreewald, Landkreis Oder-Spree                                   |                            | Position | 139,22           | 19.10.1967             |
| Wiesenau                                     |                | 1276    | 166301    | Landkreis Dahme-Spreewald                                                         |                            | Position | 134,85           | 01.10.1990             |
| Wudritzniederung Willmersdorf-Stöbritz       |                | 1550    | 319355    | Landkreis Dahme-Spreewald                                                         |                            | Position | 43,07            | 07.05.2002             |
| Wutscherogge                                 |                | 1238    | 166385    | Landkreis Dahme-Spreewald                                                         |                            | Position | 7,7              | 01.10.1990             |
| Zützener Busch                               |                | 1281    | 319372    | Landkreis Dahme-Spreewald                                                         |                            | Position | 91,03            | 18.06.2003             |